# Torneo Edición 2020 (Liga de Fútbol Femenino)
El Torneo Edición 2020 es la V edición del Torneo de liga de la Primera División Femenil de Panamá, siendo una edición especial de la temporada 2020. La Primera División Femenil de Panamá, es la principal liga de fútbol semi-profesional en Panamá y estuvo regulada por la Federación Panameña de Fútbol.
La Sociedad Deportiva Atlético Nacional se coronó por segunda ocasión campeona del torneo, luego de vencer 2-1 al Tauro Fútbol Club en la final.

## Información de equipos
Equipos participantes en la edición 2020:
- Alianza FC
- Atlético Nacional
- CAI La Chorrera
- Costa del Este FC
- CD Plaza Amador
- CD Universitario
- Sporting San Miguelito
- Tauro FC

## Sede
La sede escogida para este torneo fue el "CAI Sport Center", ubicada en el corregimiento de San Francisco, Ciudad de Panamá.

## Fase de grupos

### Grupo A
|    | Equipos           | PJ | PG | PE | PP | GF | GC | Dif. | Pts. |
| -- | ----------------- | -- | -- | -- | -- | -- | -- | ---- | ---- |
| 1. | Tauro             | 4  | 4  | 0  | 0  | 20 | 2  | +18  | 12   |
| 2. | Atlético Nacional | 4  | 3  | 0  | 1  | 14 | 7  | +7   | 9    |
| 3. | Costa del Este    | 3  | 1  | 0  | 2  | 3  | 8  | -5   | 3    |
| 4. | Alianza           | 3  | 0  | 0  | 3  | 2  | 10 | -8   | 0    |

### Grupo B
|    | Equipos                | PJ | PG | PE | PP | GF | GC | Dif. | Pts. |
| -- | ---------------------- | -- | -- | -- | -- | -- | -- | ---- | ---- |
| 1. | Universitario          | 3  | 3  | 0  | 0  | 13 | 1  | +12  | 9    |
| 2. | Independiente          | 4  | 1  | 1  | 2  | 9  | 8  | +1   | 4    |
| 3. | Plaza Amador           | 3  | 0  | 2  | 1  | 3  | 7  | -4   | 2    |
| 4. | Sporting San Miguelito | 4  | 0  | 1  | 3  | 1  | 20 | -19  | 1    |

#### Calendario

##### Jornada 1
Grupo A
| Fecha           | Hora  | Equipo local      | Resultado | Equipo visitante | Estadio          |
| --------------- | ----- | ----------------- | --------- | ---------------- | ---------------- |
| 12 de noviembre | 19:00 | Tauro             | 4:0       | Costa del Este   | CAI Sport Center |
| 14 de noviembre | 19:00 | Atlético Nacional | 5:1       | Alianza          | CAI Sport Center |

Grupo B
| Fecha           | Hora  | Equipo local  | Resultado | Equipo visitante | Estadio          |
| --------------- | ----- | ------------- | --------- | ---------------- | ---------------- |
| 12 de noviembre | 16:00 | Universitario | 5:0       | Sporting         | CAI Sport Center |
| 14 de noviembre | 16:00 | CAI           | 1:1       | Plaza Amador     | CAI Sport Center |

##### Jornada 2
Grupo A
| Fecha           | Hora  | Equipo local      | Resultado | Equipo visitante | Estadio          |
| --------------- | ----- | ----------------- | --------- | ---------------- | ---------------- |
| 19 de noviembre | 16:00 | Costa del Este    | 3:1       | Alianza          | CAI Sport Center |
| 19 de noviembre | 19:00 | Atlético Nacional | 2:3       | Tauro            | CAI Sport Center |

Grupo B
| Fecha           | Hora  | Equipo local | Resultado | Equipo visitante | Estadio          |
| --------------- | ----- | ------------ | --------- | ---------------- | ---------------- |
| 20 de noviembre | 16:00 | CAI          | 0:3       | Universitario    | CAI Sport Center |
| 20 de noviembre | 19:00 | Plaza Amador | 1:1       | Sporting         | CAI Sport Center |

##### Jornada 3
Grupo A
| Fecha           | Hora  | Equipo local      | Resultado | Equipo visitante | Estadio -        |
| --------------- | ----- | ----------------- | --------- | ---------------- | ---------------- |
| 26 de noviembre | 16:00 | Atlético Nacional | 3:0       | Costa del Este   | CAI Sport Center |
| 26 de noviembre | 19:00 | Alianza           | 0:4       | Tauro            | CAI Sport Center |

Grupo B
| Fecha           | Hora  | Equipo local | Resultado | Equipo visitante | Estadio          |
| --------------- | ----- | ------------ | --------- | ---------------- | ---------------- |
| 27 de noviembre | 16:00 | CAI          | 5:0       | Sporting         | CAI Sport Center |
| 27 de noviembre | 19:00 | Plaza Amador | 1:5       | Universitario    | CAI Sport Center |

##### Jornada 4
| Fecha          | Hora  | Equipo local   | Resultado | Equipo visitante  | Estadio          |
| -------------- | ----- | -------------- | --------- | ----------------- | ---------------- |
| 3 de diciembre | 16:00 | CAI            | 3:4       | Atlético Nacional | CAI Sport Center |
| 3 de diciembre | 19:00 | Tauro          | 9:0       | Sporting          | CAI Sport Center |
| 4 de diciembre | 16:00 | Costa del Este | 1:3       | Universitario     | CAI Sport Center |
| 4 de diciembre | 19:00 | Alianza        | 1:1       | Plaza Amador      | CAI Sport Center |

## Fase Final
|  | Semifinales                                   | Semifinales                                   | Semifinales                                   | Semifinales                                   |   |    | Final           | Final           | Final           |  |
|  | 9 de diciembre (Ida) 13 de diciembre (Vuelta) | 9 de diciembre (Ida) 13 de diciembre (Vuelta) | 9 de diciembre (Ida) 13 de diciembre (Vuelta) | 9 de diciembre (Ida) 13 de diciembre (Vuelta) |   |    | 18 de diciembre | 18 de diciembre | 18 de diciembre |  |
|  |                                               |                                               |                                               |                                               |   |    |                 |                 |                 |  |
|  |                                               |                                               |                                               |                                               |   |    |                 |                 |                 |  |
|  | 1A                                            | Tauro F. C.                                   | 0                                             | 1 (4)                                         |   |    |                 |                 |                 |  |
|  | 1A                                            | Tauro F. C.                                   | 0                                             | 1 (4)                                         |   |    |                 |                 |                 |  |
|  | 2B                                            | Independiente                                 | 1                                             | 0 (2)                                         |   |    |                 |                 |                 |  |
|  | 2B                                            | Independiente                                 | 1                                             | 0 (2)                                         |   | 1A | Tauro F. C.     | 1               |                 |  |
|  |                                               |                                               |                                               |                                               |   | 1A | Tauro F. C.     | 1               |                 |  |
|  |                                               |                                               | 2A                                            | Atlético Nacional                             | 2 |    |                 |                 |                 |  |
|  | 1B                                            | C. D. Universitario                           | 2A                                            | Atlético Nacional                             | 2 | 2  | 2 (5)           |                 |                 |  |
|  | 1B                                            | C. D. Universitario                           |                                               |                                               |   | 2  | 2 (5)           |                 |                 |  |
|  | 2A                                            | Atlético Nacional                             | 1                                             | 3 (6)                                         |   |    |                 |                 |                 |  |
|  | 2A                                            | Atlético Nacional                             | 1                                             | 3 (6)                                         |   |    |                 |                 |                 |  |
|  |                                               |                                               |                                               |                                               |   |    |                 |                 |                 |  |

#### Semifinales
| Fecha           | Hora  | Equipo local | Resultado | Equipo visitante | Estadio          |
| --------------- | ----- | ------------ | --------- | ---------------- | ---------------- |
| 9 de diciembre  | 15:00 | CAI          | 1:0       | Tauro            | CAI Sport Center |
| 13 de diciembre | 15:00 | Tauro        | 1:0       | CAI              | CAI Sport Center |

| Fecha           | Hora  | Equipo local      | Resultado | Equipo visitante  | Estadio          |
| --------------- | ----- | ----------------- | --------- | ----------------- | ---------------- |
| 9 de diciembre  | 18:00 | Atlético Nacional | 1:2       | Universitario     | CAI Sport Center |
| 13 de diciembre | 18:00 | Universitario     | 2:3       | Atlético Nacional | CAI Sport Center |

#### Final
| Fecha           | Hora  | Equipo local | Resultado | Equipo visitante  | Estadio          |
| --------------- | ----- | ------------ | --------- | ----------------- | ---------------- |
| 18 de diciembre | 18:00 | Tauro        | 1:2       | Atlético Nacional | CAI Sport Center |

|                                         |
|                                         |
| SD Atletico Nacional Campeón 2.° título |